# Umberto Turco
Umberto Turco (Roma, 1º agosto 1928 – Roma, 12 giugno 2003) è stato uno scenografo italiano.

## Carriera
Umberto Turco ha cominciato la sua carriera cinematografica nel 1965 col film La mandragola, per la regia di Alberto Lattuada. Durante la sua carriera ha allestito le scenografie di dieci film di Damiano Damiani e di quattro film di Nanni Loy.

## Filmografia
- La mandragola (1965), regia di Alberto Lattuada (scenografo)
- Missione sabbie roventi (1966), regia di Alfonso Brescia (arredatore)
- A doppia faccia (1969), regia di Riccardo Freda (assistente scenografo)
- Beatrice Cenci (1969), regia di Lucio Fulci (scenografo)
- La moglie più bella (1970), regia di Damiano Damiani (scenografo)
- Il presidente del Borgorosso Football Club (1970), regia di Luigi Filippo D'Amico (architetto-scenografo)
- Confessione di un commissario di polizia al procuratore della repubblica (1971), regia di Damiano Damiani (architetto-scenografo)
- Amore amaro (1974), regia di Florestano Vancini (architetto-scenografo)
- L'istruttoria è chiusa: dimentichi (tante sbarre) (1971), regia di Damiano Damiani (scenografo)
- Girolimoni, il mostro di Roma (1972), regia di Damiano Damiani (scenografo, arredatore)
- Il vero e il falso (1972), regia di Eriprando Visconti (scenografo, costumista)
- Il delitto Matteotti (1973), regia di Florestano Vancini (scenografo)
- Il cittadino si ribella (1974), regia di Enzo G. Castellari (architetto-scenografo)
- Vai gorilla (1975), regia di Tonino Valerii (scenografo)
- L'agnese va a morire (1976), regia di Giuliano Montaldo (arredatore)
- Un borghese piccolo piccolo (1977), regia di Mario Monicelli (scenografie set)
- Corleone (1978), regia di Pasquale Squitieri (architetto-scenografo)
- Café Express (1980), regia di Nanni Loy (scenografo)
- Fantozzi contro tutti (1980), regia di Neri Parenti e Paolo Villaggio (scenografo e attore)
- Testa o croce (1982), regia di Nanni Loy (scenografo) (segmento "La Pecorella smarrita")
- She (1982), (architetto-scenografo)
- La piovra (1984), miniserie televisiva, regia di Damiano Damiani (scenografie set) (6 episodi)
- Phenomena (1985), regia di Dario Argento (scenografo)
- Pizza Connection (1985), regia di Damiano Damiani (architetto-scenografo)
- Il pentito (1985), regia di Pasquale Squitieri (scenografo)
- Gioco di società (1989) (Tv), regia di Nanni Loy (scenografo)
- L'angelo con la pistola (1992), regia di Damiano Damiani (scenografo)
- Pacco, doppio pacco e contropaccotto (1993), regia di Nanni Loy (architetto-scenografo)
- Una bambina di troppo (1995) (Tv), regia di Damiano Damiani (scenografo)
- Dio vede e provvede (1996), serie televisiva, regia di Enrico Oldoini e Paolo Costella (scenografo) (episodi sconosciuti)
- Ama il tuo nemico (1999) (Tv), regia di Damiano Damiani (scenografo)
- Alex l'ariete (2000), regia di Damiano Damiani (scenografo)